# الوالدة باشا (مسلسل)
الوالدة باشا، مسلسل تلفزيوني مصري عرض في رمضان 1434هـ/2013م.

## قصة المسلسل
امرأة بسيطة يتعرض زوجها للقتل امام عينيها فتضطر إلى تحمل مسئولية أبنائها الثلاثة حيث تمتلك كشكا تبيع فيه السجائر والمشروبات عقب ان انقلبت حياتها رأسا على عقب، يشاركها المسؤولية الابن الأكبر (باسم سمرة)، تتصاعد الأحداث عندما يتهم باسم بجريمة قتل تحاول والدته واشقائه اثبات براءته.

## بطولة
- سوسن بدر
- باسم سمرة
- صلاح عبد الله
- عبير صبري
- أيتن عامر
- أحمد داود
- إيناس عز الدين
- ميرهان حسين
- ملك قورة
- حنان يوسف
- فكري صادق
- عبد الرحيم حسن
- محمود غريب
- إسماعيل فرغلي
- محمد ريحان
- مريهان مجدي